# Homer (Name)
Homer ist ein aus dem Griechischen stammender englischer männlicher Vorname, der auch als Familienname vorkommt.

## Bedeutung
Der Name bedeutet so viel wie „Versprechen“.

## Namensträger

### Historische Zeit
- Homer, griechischer Ependichter des 8. Jahrhunderts vor Christus

### Vorname
- Homer Burton Adkins (1892–1949), US-amerikanischer Chemiker
- Homer Martin Adkins (1890–1964), US-amerikanischer Politiker
- Homer Bigart (1907–1991), US-amerikanischer Journalist
- Homer Byington (1879–1966), US-amerikanischer Tennisspieler
- Homer S. Cummings (1870–1956), US-amerikanischer Politiker
- Homer Davenport (1867–1912), US-amerikanischer Cartoonist
- Homer Herpol (* um 1510; † 1573), franko-flämischer Komponist, Kapellmeister, Kantor und Kleriker der Renaissance
- Homer Hickam (* 1943), US-amerikanischer Ingenieur und Schriftsteller
- Homer Keller (1915–1996), US-amerikanischer Komponist und Musikpädagoge
- Homer Ledbetter (1910–1946), US-amerikanischer American-Football-Spieler
- Homer Van Meter (1905–1934), US-amerikanischer Bankräuber der 1930er Jahre
- Homer Louis Randolph, genannt Boots Randolph (1927–2007), US-amerikanischer Saxophonist
- Homer Ruh (1895–1971), US-amerikanischer American-Football-Spieler
- Homer Smith (1895–1962), US-amerikanischer Physiologe
- Homer A. Thompson (1906–2000), US-amerikanischer Klassischer Archäologe
- Homer Thornberry (1909–1995), US-amerikanischer Jurist und Politiker (Demokratische Partei)

### Kunstfiguren
- Homer Simpson, Hauptfigur der amerikanischen Zeichentrickserie Die Simpsons
- Homer Simpson heißt auch eine Hauptfigur in dem Roman Der Tag der Heuschrecke von Nathanael West.
- Homer Wells, Hauptfigur in Gottes Werk und Teufels Beitrag
- Homer heißt auch eine Figur in den Romanen „Metro 2034“ und „Metro 2035“ von Dmitri Alexejewitsch Gluchowski.

### Familienname
- Daryl Homer (* 1990), US-amerikanischer Fechter
- Louise Homer (1871–1947), US-amerikanische Opernsängerin
- William Innes Homer (1929–2012), US-amerikanischer Kunsthistoriker
- Winslow Homer (1836–1910), US-amerikanischer Maler